# 大分南郵便局
大分南郵便局（おおいたみなみゆうびんきょく）は大分県大分市にある郵便局。民営化前の分類では集配普通郵便局であった。

## 概要
住所：〒870-1199 大分県大分市玉沢785-2

## 沿革
- 1904年（明治37年）12月16日 - 木ノ上（きのうえ）郵便受取所として開設[1]。
- 1905年（明治38年）4月1日 - 木ノ上郵便局（三等）となる。
- 1949年（昭和24年）3月21日 - 稙田（わさだ）郵便局に改称[2]。
- 1967年（昭和42年）4月30日 - 賀来郵便局[3]から和文電報配達業務を移管。
- 1972年（昭和47年）3月19日 - 電話交換業務を大分電話局に移管[4]。
- 1976年（昭和51年）11月8日 - 大分市木上から同市玉沢に移転するとともに、大分南郵便局に改称。同日、特定郵便局から普通郵便局に局種別改定[5]。
- 1981年（昭和56年）6月24日 - 和文電報配達業務を大分電報電話局に移管。
- 1995年（平成7年）3月12日 - 判田郵便局から集配業務を移管。
- 1998年（平成10年）9月1日 - 外国通貨の両替および旅行小切手の売買に関する業務取扱を開始。
- 2007年（平成19年）10月1日 - 民営化に伴い、併設された郵便事業大分南支店に一部業務を移管。
- 2012年（平成24年）10月1日 - 日本郵便株式会社発足に伴い、郵便事業大分南支店を大分南郵便局に統合。
- 2019年（平成31年）2月18日 - 挾間郵便局から集配業務（由布市挾間町・別府市の一部）を移管。

## 取扱内容
- 郵便、印紙、ゆうパック、内容証明
- 貯金、為替、振替、振込、国際送金、国債、投資信託
- 生命保険、バイク自賠責保険
- ゆうちょ銀行ATM
- 大分市内、由布市内、別府市内の各一部地域の集配業務
- ゆうゆう窓口

## 周辺
- 大分市役所稙田支所
- 大分県立大分雄城台高等学校
- 大分県立新生支援学校
- 大分市立稙田中学校
- トキハわさだタウン
- 高瀬石仏
- 国道210号
- 国道442号
- 七瀬川

## アクセス
- 大分バス トキハわさだタウン停留所下車
- 大分自動車道 大分光吉ICから南西へ約3km
- 駐車場あり：17台